# 1695
1695 (MDCXCV) fue un año común comenzado en sábado según el calendario gregoriano.

## Acontecimientos
- 2 de abril: en la actual Arizona sucede una gran insurrección indígena contra los blancos.
- 18 de mayo: Un terremoto de 7,8 sacude 8 provincias de China dejando un saldo de entre 52.000 y 176.000 fallecidos.
- Jakob Bernoulli propuso la ecuación diferencial de Bernoulli. Esta es una ecuación diferencial ordinaria de la forma

{\displaystyle y'+P(x)y=Q(x)y^{n}\,}

## Nacimientos
- 9 de marzo: Martín Sarmiento, escritor y erudito benedictino español.

## Fallecimientos
- 24 de febrero: Johann Ambrosius Bach, músico alemán (n. 1645).
- 17 de abril: sor Juana Inés de la Cruz, poeta mexicana (n. 1651).
- 8 de julio: Christiaan Huygens, matemático y físico neerlandés (n. 1629).
- 21 de noviembre: Henry Purcell, compositor británico (n. 1659).
- 8 de diciembre: Barthelemy d'Herbelot de Molainville, orientalista francés (n. 1625).